# Канонічне перетворення
Канонічні перетворення — заміна узагальнених координат та узагальнених імпульсів класичної механічної системи на інші, при якій зберігається вигляд основних рівнянь гамільтонової механіки — рівнянь Гамільтона.
У гамільтоновій механіці стан механічної системи задається узагальненими координатами {\displaystyle q_{i}} та імпульсами {\displaystyle p_{i}}, які вважаються незалежними змінними, та функцією Гамільтона {\displaystyle {\mathcal {H}}(q_{i},p_{i})}. Рівняння Гамільтона мають вигляд 
{\displaystyle {\dot {q}}_{i}={\frac {\partial {\mathcal {H}}}{\partial p_{i}}}}
{\displaystyle {\dot {p}}_{i}=-{\frac {\partial {\mathcal {H}}}{\partial q_{i}}}}
При переході до нових змінних {\displaystyle Q_{i}} та {\displaystyle P_{i}} форма запису рівнянь Гамільтона загалом не зберігається. Однак серед усіх таких переходів існує клас, який зберігає рівняння Гамільтона в незмінному вигляді при деякій новій функції Гамільтона {\displaystyle {\mathcal {H}}^{\prime }(Q_{i},P_{i})}. Такі перетворення називаються канонічними.

## Твірна функція
Рівняння Гамільтона можна отримати з принципу найменшої дії, записаному у вигляді 
{\displaystyle \delta \int \left(\sum _{i}p_{i}dq_{i}-{\mathcal {H}}dt\right)=0}
В нових змінних теж повинно виконуватися 
{\displaystyle \delta \int \left(\sum _{i}P_{i}dQ_{i}-{\mathcal {H}}^{\prime }dt\right)=0}
Рівності нулю варіацій двох виразів можна добитися, якщо ці вирази відрізняються на повний диференціал довільної функції 
F. Звідси 
{\displaystyle \sum _{i}p_{i}dq_{i}-{\mathcal {H}}dt=\sum _{i}P_{i}dQ_{i}-{\mathcal {H}}^{\prime }+dF},
або 
{\displaystyle dF=\sum _{i}p_{i}dq_{i}-\sum _{i}P_{i}dQ_{i}+({\mathcal {H}}^{\prime }-{\mathcal {H}})dt}.
Тому 
{\displaystyle p_{i}={\frac {\partial F}{\partial q_{i}}},\qquad P_{i}=-{\frac {\partial F}{\partial Q_{i}}},\qquad {\mathcal {H}}^{\prime }={\mathcal {H}}-{\frac {\partial F}{\partial t}}},
що є системою рівнянь, з яких можна визначити нові змінні через старі.
Функція F називається твірною функцією канонічного перетворення.  Твірну функцію можна вибирати різним чином. У наведених вище виразах вона вибрана залежною від старих і нових координат та часу {\displaystyle F=F(q_{i},Q_{i},t)\,}. Вибравши твірну функцію можна визначити нові координати, імпульси та нову функцію Гамільтона, розв'язуючи наведену систему рівнянь.

### Твірна функція залежна від старих координат і нових імпульсів
Якщо твірна функція залежить від старих координат і нових імпульсів: {\displaystyle F_{1}=F_{1}(q_{i},P_{i})\,} система рівнянь для знаходження зв'язку між новими та старими змінними має вигляд: 
{\displaystyle Q_{i}={\frac {\partial F_{1}}{\partial P_{i}}},\qquad p_{i}={\frac {\partial F_{1}}{\partial q_{i}}},\qquad {\mathcal {H}}^{\prime }={\mathcal {H}}-{\frac {\partial F_{1}}{\partial t}}.}

### Твірна функція залежна від нових координат і старих імпульсів
Система рівнянь для знаходження зв'язку між новими й старими змінними при твірній функції {\displaystyle F_{2}=F_{2}(Q_{i},p_{i})\,} записується у вигляді
{\displaystyle P_{i}=-{\frac {\partial F_{2}}{\partial Q_{i}}},\qquad q_{i}=-{\frac {\partial F_{2}}{\partial p_{i}}},\qquad {\mathcal {H}}^{\prime }={\mathcal {H}}-{\frac {\partial F_{2}}{\partial t}}.}

### Твірна функція залежна від старих і нових імпульсів
При твірній функції {\displaystyle F_{3}=F_{3}(p_{i},P_{i})\,}, система рівнянь для знаходження зв'язку між старими й новими змінними набуває вигляду 
{\displaystyle q_{i}=-{\frac {\partial F_{3}}{\partial p_{i}}},\qquad Q_{i}={\frac {\partial F_{3}}{\partial P_{i}}},\qquad {\mathcal {H}}^{\prime }={\mathcal {H}}-{\frac {\partial F_{3}}{\partial t}}.}

## Часткові канонічні перетворення
Одним із канонічних перетворень є перетворення, в якому  {\displaystyle P_{i}=-q_{i}\,}, а нові координати {\displaystyle Q_{i}=p_{i}\,}. В цьому випадку імпульси й координати наче міняються місцями, різниця між ними втрачається, тому при застосуванні гамільтонової механіки величини q і p часто називають просто канонічно спряженими змінними.
Сам рух можна розглядати, як канонічні перетворення. Якщо в певний момент часу t змінні мали значення {\displaystyle q_{i}(t)\,} та {\displaystyle p_{i}(t)\,}, то в момент часу {\displaystyle t+\tau } їхні значення   {\displaystyle q_{i}(t+\tau )\,} та {\displaystyle p_{i}(t+\tau )\,} однозначно визначаються початковими умовами і задовольняють тим же рівнянням Гамільтона. Їх можна вибрати новими канонічно спряженими змінними.

## Застосування
Канонічні перетворення застосовуються для спрощення задач класичної механіки або ж для побудови зручних способів знаходження наближених розв'язків.

## Історія
Вперше канонічні перетворення застосував у 1846 році Шарль-Ежен Делоне, розглядаючи задачу про обертання Місяця навколо Землі одночасно з обертанням цих небесних тіл навколо Сонця.